# هفت ایالت جنگ‌طلب

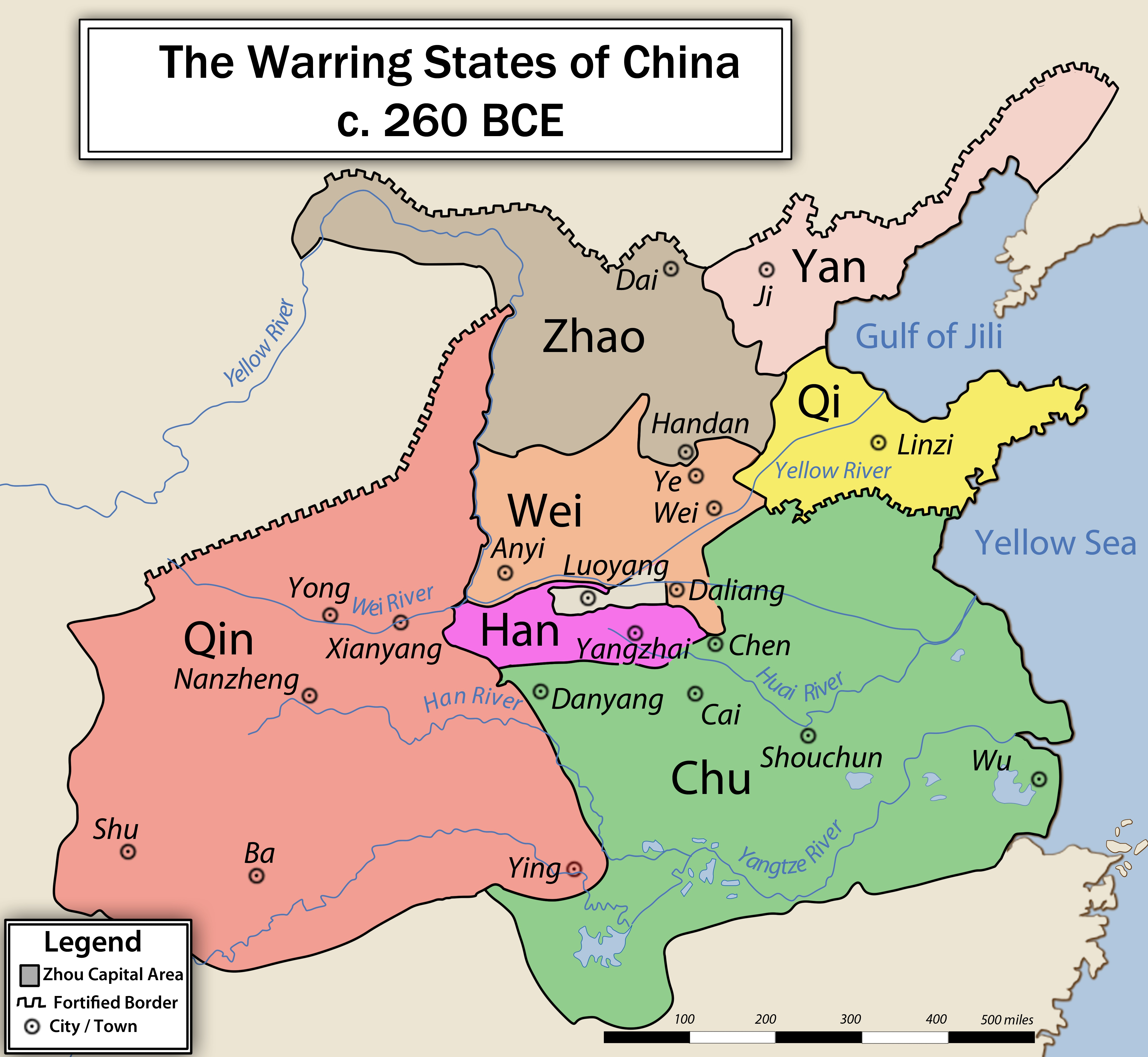
نقشۀ نشان‌دهندۀ هفت دولت؛ دو آن زمان حکومت‌هایی دیگری در چین نیز بودند، ولی این هفت دولت، بیشتر از بقیه قدرتمند مهم بودند.

هفت دولت جنگ‌طلب یا هفت پادشاهی (چینی ساده‌شده: 战国七雄؛ چینی سنتی: 戰國七雄؛ پین‌یین: zhàn guó qī xióng)، به هفت دولت برجسته اشاره دارد که در طی عصر دولت‌های جنگ‌طلب (حدود ۴۷۵ تا ۲۲۱ پیش از میلاد) در چین باستان بودند:
- چین (秦)
- چی (齊/齐)
- چو (楚)
- یان (燕)
- هان (韓/韩)
- ژائو (趙/赵)
  - دای (代)؛ یک حکومت کوچک بود که توسط بازماندگان دولت ژائو تأسیس شد.
- وی (魏)

این هفت دولت طی جنگ‌های یکپارچگی چین ضمیمهٔ خاک دولت چین شدند.
در حین دوران این هفت دولت، چین به قدرتمندترین حکومت تبدیل شد و شش حکومت دیگر را ضمیمهٔ خاک خود کرد. پس از اتمام  آن در سال ۲۲۱ پیش از میلاد، چین شی هوانگ‌دی از دودمان چین بر تخت نشست و نخستین امپراتور چین گشت.